# Lafayette (Oregon)
Lafayette – miasto w Stanach Zjednoczonych, w stanie Oregon, w hrabstwie Wasco.